# Smučišče
Smučišče je izraz za urejeno in označeno področje ali pot na pobočju gore, ki je namenjeno smučanju, deskanju ali drugim zimskim športom. Smučišče lahko obravnavamo tudi kot kompleks več smučarskih prog, ki so med seboj povezane s skupnimi napravami (vlečnicami, sedežnicami, kabinskimi žičnicami) oziroma s skupnim izhodiščem (npr. v danem naselju). 